# Jared Butler
Jared Gladwyn Butler (Reserve, Luisiana, 25 de agosto de 2000) es un jugador de baloncesto estadounidense que pertenece a la plantilla de los Phoenix Suns de la NBA. Con 1,91 metros de estatura, juega en la posición de base.

## Trayectoria deportiva

### Universidad

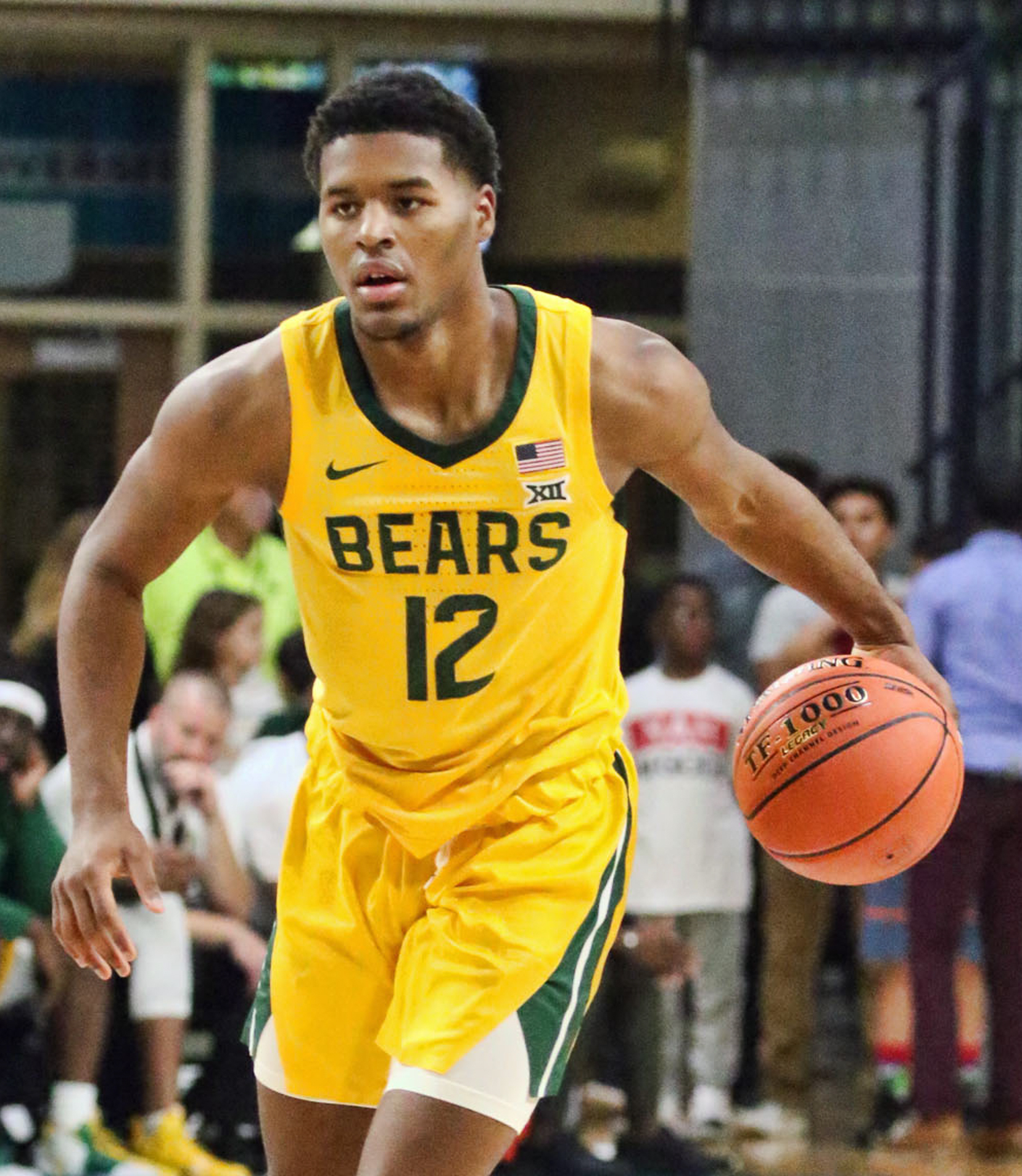
Butler en 2019.

Jugó tres temporadas con los Bears de la Universidad Baylor, en las que promedió 14,1 puntos, 3,2 rebotes, 6,5 asistencias y 1,5 robos de balón por partido, En su primera temporada fue incluido en el mejor qunteto de novatos de la Big 12 Conference.
En su segunda temporada fue incluido en el mejor quinteto de la conferencia, y además en el tercer equipo All-American para Associated Press, Sporting News, la USBWA y la NABC.
Ya en la temporada 2020-21 llevó a Baylor a su primer campeonato nacional y fue nombrado Mejor Jugador del Torneo de la NCAA después de anotar 22 puntos y repartir siete asistencias en una victoria por 86-70 sobre el hasta ese momento invicto Gonzaga en el partido por el título. Esa temporada fue incluido en el primer equipo All-American consensuado.
El 30 de mayo de 2021, Mitchell se declaró elegible para el draft de la NBA, renunciando a su elegibilidad universitaria restante.

#### Estadísticas
| Año     | Equipo | PJ | PT | MPP  | %TC  | %3P  | %TL  | RPP | APP | ROB | TPP | PPP  |
| ------- | ------ | -- | -- | ---- | ---- | ---- | ---- | --- | --- | --- | --- | ---- |
| 2018–19 | Baylor | 34 | 21 | 26.8 | .395 | .351 | .794 | 3.1 | 2.7 | 1.0 | .1  | 10.2 |
| 2019–20 | Baylor | 30 | 30 | 30.4 | .421 | .381 | .775 | 3.2 | 3.1 | 1.6 | .1  | 16.0 |
| 2020–21 | Baylor | 30 | 30 | 30.3 | .471 | .416 | .780 | 3.3 | 4.8 | 2.0 | .4  | 16.7 |
| Total   | Total  | 94 | 81 | 29.1 | .431 | .384 | .782 | 3.2 | 3.5 | 1.5 | .2  | 14.1 |

### Profesional
Fue elegido en la cuadragésima posición del Draft de la NBA de 2021 por los New Orleans Pelicans, pero fue traspasado a Utah Jazz en un acuerdo a tres bandas que implicaba también a los Memphis Grizzlies.
Tras una temporada en Utah, el 15 de octubre de 2022 es cortado por los Jazz. El 4 de noviembre de 2022 fue incluido en la lista de jugadores de los Grand Rapids Gold.
El 3 de marzo de 2023, firma un contrato dual con Oklahoma City Thunder.
En julio de 2023, firma un contrato dual con Washington Wizards, y en marzo de 2024 un contrato multianual, dejando así el filial. El 19 de octubre es cortado antes del inicio de la temporada, pero dos días después firma un nuevo contrato dual con los Wizards.
El 6 de febrero de 2025 es traspasado a Philadelphia 76ers a cambio de Reggie Jackson.
El 24 de julio de 2025 firma por una temporada y $2,5 millones con Phoenix Suns.

## Estadísticas de su carrera en la NBA

### Temporada regular
| Año     | Equipo        | PJ  | PT | MPP  | %TC  | %3P  | %TL  | RPP | APP | ROB | TPP | PPP  |
| ------- | ------------- | --- | -- | ---- | ---- | ---- | ---- | --- | --- | --- | --- | ---- |
| 2021-22 | Utah          | 42  | 1  | 8.6  | .404 | .318 | .688 | 1.1 | 1.5 | .4  | .2  | 3.8  |
| 2022-23 | Oklahoma City | 6   | 1  | 12.8 | .469 | .500 | —    | .7  | 1.3 | .8  | .0  | 6.2  |
| 2023-24 | Washington    | 40  | 0  | 14.1 | .488 | .308 | .861 | 1.5 | 3.2 | .7  | .2  | 6.3  |
| 2024-25 | Washington    | 32  | 0  | 11.3 | .483 | .366 | .778 | 1.3 | 2.6 | .4  | .2  | 6.9  |
| 2024-25 | Philadelphia  | 28  | 17 | 24.4 | .426 | .352 | .870 | 2.5 | 4.9 | 1.1 | .3  | 11.5 |
| Total   | Total         | 148 | 19 | 13.8 | .450 | .341 | .818 | 1.5 | 2.8 | .6  | .2  | 6.7  |

### Playoffs
| Año   | Equipo | PJ | PT | MPP | %TC  | %3P | %TL | RPP | APP | ROB | TPP | PPP |
| ----- | ------ | -- | -- | --- | ---- | --- | --- | --- | --- | --- | --- | --- |
| 2022  | Utah   | 1  | 0  | 5.0 | .000 | —   | —   | 1.0 | .0  | .0  | .0  | .0  |
| Total | Total  | 1  | 0  | 5.0 | .000 | —   | —   | 1.0 | .0  | .0  | .0  | .0  |